# 塔茲·史蓋勒
塔里克·亞辛·「塔茲」·史蓋勒（英語：Tarek Yassin "Taz" Skylar，1995年12月5日—）是一名西班牙裔英國男演員、作家、製作人。

## 經歷
史蓋勒生於加納利群島，他的演藝生涯始於舞台劇，2019年首度參與電視劇演出。2021年宣布由他飾演《ONE PIECE》真人版電視劇的香吉士。

## 外部連結
- 塔茲·史蓋勒的Instagram帳戶
- 塔茲·史蓋勒的X（前Twitter）
- 塔茲·史蓋勒在互联网电影资料库（IMDb）上的資料（英文）